# Illa Evans
Evans és una illa que es troba a la part nord-oest del Prince William Sound, a l'estat d'Alaska, Estats Units. Està envoltada per les illes Bainbridge, a l'oest, Elrington, al sud, Latouche, al sud-est i Knight, al nord-est. Té una superfície de 74,605 km2 i una població de 86 persones segons el cens del 2000.
Tot i que l'illa Evans havia estat habitada fins al moment de l'exploració russa d'Alaska, no va ser fins al 1984 quan un grup d'antics residents del poble original alutiq de Chenega, a l'illa Chenega, van decidir construir el poble de Chenega Bay a l'illa d'Evans. L'antiga Chenega havia estat destruïda i un terç dels seus habitants havien mort a causa del terratrèmol del Divendres Sant de 1964 i el posterior tsunami que va devastar l'illa. El seu hàbitat circumdant també es va veure molt afectat pel vessament de petroli de l'Exxon Valdez de 1989.
Fins al 1912 l'illa era coneguda com a Hoodoo, moment en què se li canvià el nom en honor a l'almirall de la Marina dels Estats Units Robley Evans (1846–1912).